# Tomas Riad
Tomas Riad (ur. 15 listopada 1959 w Uppsali) – szwedzki językoznawca, specjalizujący się w szwedzkiej fonologii i prozodii, członek Akademii Szwedzkiej. Obronił pracę doktorską na Uniwersytecie w Sztokholmie w 1992 roku i jest profesorem na Wydziale języków skandynawskich tej uczelni. Riad jest również skrzypkiem, ukończył Royal College of Music w Londynie i pracował jako pełnoetatowy muzyk. Na członka Akademii Szwedzkiej wybrany został 29 września 2011 i przyjęty 20 grudnia 2011. Tomas Riad zajął fotel nr 6 po śmierci pisarki Birgitty Trotzig.